# St. Anna (Oedenstockach)

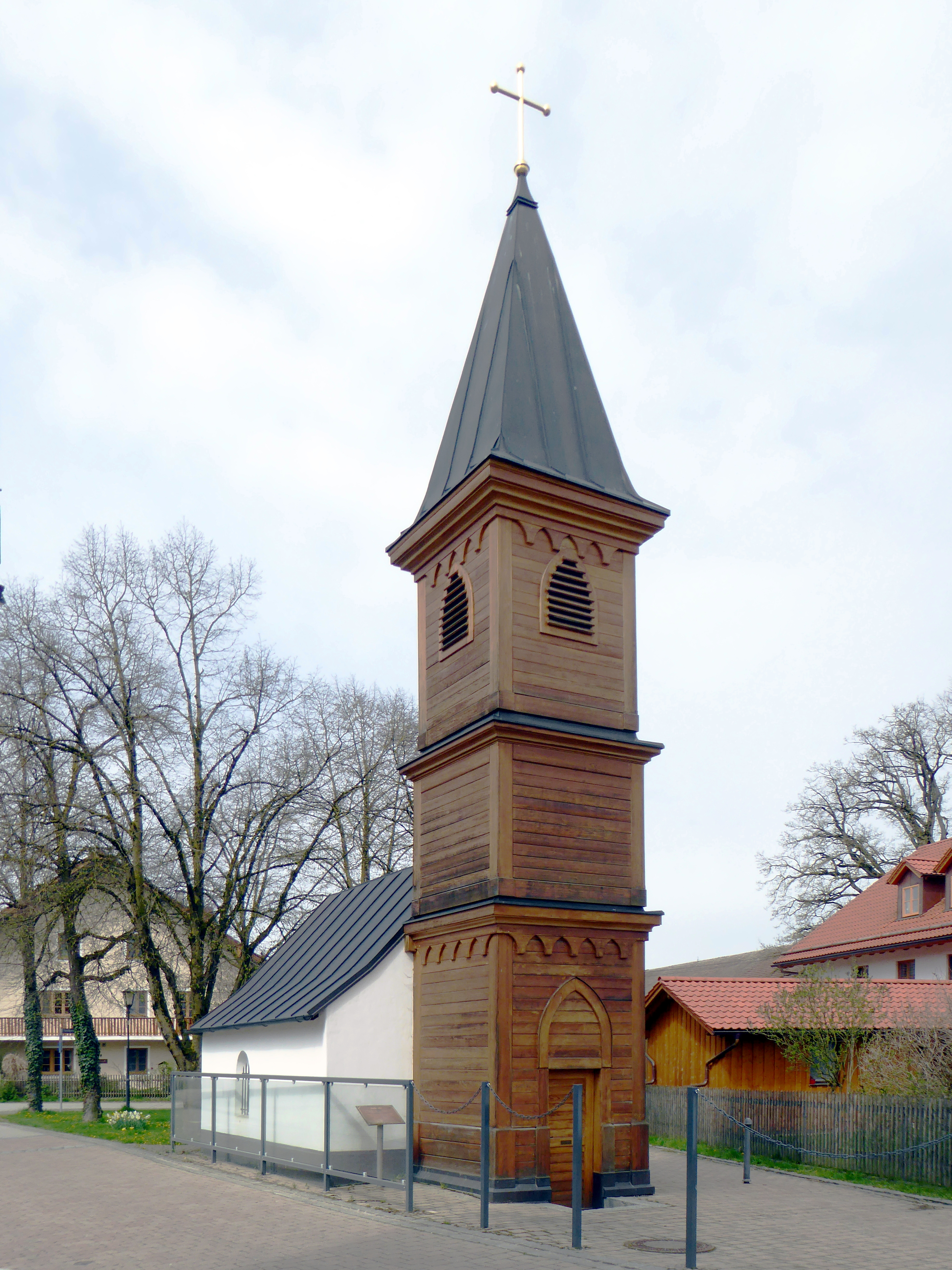
Kapelle St. Anna in Oedenstockach

St. Anna, auch Sankt-Anna-Kapelle genannt, ist eine Kapelle der römisch-katholischen Kirche in Oedenstockach, einem Ortsteil der oberbayerischen Gemeinde Putzbrunn im Landkreis München. Die Kapelle ist der heiligen Anna geweiht und gehört zur Pfarrei St. Stephan in Putzbrunn. Das Bauwerk ist als Baudenkmal in die Bayerische Denkmalliste eingetragen.

## Beschreibung
Die Kapelle liegt in der Ortsmitte von Oedenstockach am Kapellenplatz an der Spitze einer kleinen dreieckigen Grünanlage, die von Bäumen gesäumt ist. Schräg gegenüber der Kapelle an der Südseite des Platzes liegt der Wasserturm Oedenstockach.
Die Kapelle stammt aus dem 19. Jahrhundert, geht aber im Kern auf einen älteren Vorgängerbau zurück. Der Glockenturm wurde erst im 20. Jahrhundert errichtet.
Das Bauwerk hat einen Grundriss von etwa 5 × 3,5 Meter und trägt ein Satteldach. Die Rückseite im Westen der Kapelle ist leicht gebogen und deutet eine Apsis an. Auf den beiden Längsseiten hat die Kapelle je ein Rundbogenfenster mit Bleiverglasung. Vor der Eingangsseite im Osten steht ein hölzerner Glockenturm mit von einem Kreuz bekrönten Zeltdach. Er ist durch Gesimse in drei Geschosse gegliedert. Über der Eingangstüre ist ein spitzbogiger Blendbogen angedeutet. Unter dem Gesims des Erdgeschosses und dem Dachgesims sind Bogenfriese angeordnet.
Der Innenraum hat eine Flachdecke. Auf der Altarmensa steht in der Mitte ein Kruzifix, gesäumt von zwei Putti. Links steht eine Figur des heiligen Leonhard, rechts des heiligen Sebastian.